# Aaron Ciechanover
Aaron J. Ciechanover (hebrejsky: אהרן צ'חנובר, narozen 1. října 1947) je izraelský biochemik specializující se na metabolismus a rozklad bílkovin. Patří mezi přední světové biochemiky a obdržel významná ocenění ve svém oboru, včetně Albert Lasker Award for Basic Medical Research (2000), Izraelské ceny za biologický výzkum (2003) a (společně s Avramem Herškem a Irwinem Rosem) Nobelovy ceny za chemii (2004). Je členem Papežské akademie věd (nominován v únoru 2007).

## Biografie
Narodil se v Haifě ještě za dob britského mandátu Palestina, zhruba půl roku před vznikem Izraele. Jeho rodina pochází z Polska a do mandátní Palestiny imigrovala před druhou světovou válkou. Ciechanover získal magisterský titul v roce 1971 a promoval v roce 1974 v Jeruzalémě na Lékařské škole Hadasa. Doktorát z biochemie získal roku 1982 na Technionu (Izraelském technologickém institutu) v Haifě. V současnosti (2010) působí jako profesor na Lékařském a výzkumném institutu Rut a Bruce Rappaportových při Technionu.